# Wysokofedoriwka
Wysokofedoriwka (ukr. Високофедорівка; hist. Theodorshof) – wieś na Ukrainie, w obwodzie lwowskim, w rejonie lwowskim (wcześniej w rejonie kamioneckim). W 2001 roku miejscowość liczyła 105 mieszkańców.
Wieś została założona przez osadników niemieckich pod nazwą Theodorshof.
W II Rzeczypospolitej miejscowość stanowiła początkowo samodzielną gminę jednostkową. 1 sierpnia 1934 roku w ramach reformy na podstawie ustawy scaleniowej została włączona do zbiorowej gminy wiejskiej Dzibułki w powiecie żółkiewskim, w województwie lwowskim. 11 maja 1939 roku zmieniono nazwę wsi na Teodorówka. Po wojnie nadano nazwę Wysokofedoriwka.